# Hansel e Gretel e la strega della foresta nera
Hansel e Gretel e la strega della foresta nera (Hansel & Gretel Get Baked) è un film del 2013 diretto da Duane Journey.
Pellicola horror realizzata da diversi produttori tra cui gli stessi della saga di Twilight.

## Trama
In California, Hansel, un giovane fotografo, torna a casa dopo il lavoro. Nell'atrio della casa familiare, il giovane trova una lettera dei suoi genitori, i quali lo pregano di sorvegliare la sorella minore Gretel durante il weekend. In quello stesso momento, quest'ultima è in camera sua e sta provando, insieme al suo fidanzato Ashton, una nuova varietà di marijuana molto potente, la "Foresta nera". Quando la finiscono, il ragazzo decide di andare a ricomprarne un po' dall'anziana signora che la vende, una certa Agnes, la quale abita in una grande villa a Pasadena.
Quest'ultima è uno strano personaggio. Si tratta di una vecchietta che cerca di simpatizzare coi giovani e che porta sempre sulle mani dei guanti da forno in silicone. Quando Ashton entra in casa da lei, la donna lo addormenta offrendogli una tazza di tè con del sonnifero. Il malcapitato ragazzo si risveglia nel sotterraneo della villa, seminudo e legato a un letto da sala operatoria, mentre Agnes gli cosparge il petto di burro. In un primo momento, Ashton crede di avere a che fare con una maniaca sessuale e cerca allora di assecondarla. Il giovanotto propone infatti alla vecchietta di stare al suo gioco e, malgrado la grande differenza di età, di avere un rapporto sessuale con lei. Ma Agnes gli rivela che in realtà ha intenzione di mangiarselo e comincia a torturarlo in modo crudele. La donna prende una sega a disco e taglia un pezzo di gamba di Ashton, il quale soffre le pene dell'inferno, ma resta ancora in vita. La gamba tagliata viene poi cotta nel forno e mangiata con gusto dalla vecchia, la quale ne darà anche un pezzo a Franz, il suo cane dobermann.
Il giorno dopo, Gretel si preoccupa della scomparsa del suo fidanzato e va a bussare alla porta di Agnes. Anche lei riceve l'invito di entrare per bere una tazza di tè, ma prima che la ragazza abbia il tempo di ingerire la bevanda drogata, arriva Hansel che interrompe la sua conversazione con Agnes e propone di cercare Ashton altrove. I due fratelli si scusano quindi con l'anziana signora e lasciano la casa. Rimasta sola, Agnes scende di nuovo nel seminterrato e questa volta uccide veramente Ashton, ma senza troppa violenza. Per farlo, le basta semplicemente baciare il ragazzo sulla fronte. La donna è infatti una strega che ha la capacità di aspirare la giovinezza dalle sue vittime in questo modo. Dopo avere vampirizzato la vita di Ashton, Agnes si guarda allo specchio e il suo volto appare già meno anziano.
La sera stessa, Hansel e Gretel cercano inutilmente di convincere la polizia a indagare sulla scomparsa di Ashton. Ma dato che i consumatori abituali di stupefacenti come quest'ultimo rimangono a volte in delirio svariati giorni senza dare notizie di sé, i poliziotti ritengono che non ci sia ancora motivo di preoccuparsi.
Più tardi, Manny, un piccolo spacciatore locale e amico di Ashton, riceve la visita di tre gangster. Questi ultimi hanno appreso che Agnes vende marijuana e non tollerano concorrenti sul loro territorio. Manny viene incaricato dai tre gangster di andare a trovare la vecchia per dirle di smettere, altrimenti avrà dei guai.
Quando il ragazzo arriva da Agnes, la strega lo ascolta pazientemente e gli offre anche dei biscotti. Qualche istante più tardi, la donna prende in prestito il telefono di Manny per inviare un messaggio ai gangster. Non soltanto Agnes rifiuta di smettere la sua attività, ma offende anche il capo dei gangster. Manny si rende conto che la rappresaglia sarà terribile, ma non ha il tempo di dire o fare altro perché Agnes gli taglia la gola con un coltello da macellaio.
Il giorno dopo, i tre gangster vanno dalla strega credendo di trovare una donna anziana, ma quando questa apre la porta ne mostra appena una quarantina. Agnes ha potuto ringiovanire grazie alle vite che ha vampirizzato. Il capo dei gangster, Carlos, le punta la pistola alla fronte e la obbliga a mostrargli le sue piante di marijuana. Una volta arrivati nel seminterrato, Agnes riesce a neutralizzare i tre gangster con l'aiuto del suo dobermann Franz e anche con l'aiuto di Manny, che nel frattempo è stato trasformato in zombie. Un gangster viene ucciso, l'altro rinchiuso in una gabbia per essere giustiziato più tardi, mentre Carlos viene prima appeso per i piedi al soffitto e poi trafitto al petto con un rubinetto, dal quale Agnes lascia uscire tutto il sangue della sua vittima.
Intanto, Gretel e Bianca, la fidanzata di Manny, si sono associate per cercare i rispettivi ragazzi e decidono di andare a esplorare la casa di Agnes. Mentre Bianca bussa alla porta e distrae la padrona di casa, Gretel penetra in casa dalla porta posteriore e trova un lembo del vestito di Ashton. Nel seminterrato si imbatte anche in Octavio, l'ultimo gangster sopravvissuto, il quale le chiede di liberarlo. Ma il rumore fatto dalla ragazza nel seminterrato si sente anche al piano superiore e interrompe le avances lesbiche che Agnes stava facendo a Bianca. Quest'ultima scappa e corre nel seminterrato alla ricerca dell'amica, ma la strega la segue e, dopo una breve lotta con un altro zombie, Gretel e Bianca finiscono pure loro nella gabbia con Octavio. Agnes si compiace un momento delle sue nuove prede, poi si avvicina alla gabbia e uccide il ragazzo aspirandogli la sua giovinezza con uno dei suoi baci vampireschi.
Poco dopo, anche Hansel bussa alla porta di Agnes. La strega lo fa entrare e propone anche a lui di bere un tè in sua compagnia. Mentre Agnes è in cucina, Hansel si diverte a prendere qualche foto della casa con l'apparecchio che porta sempre con lui. Trovando il volto di Agnes molto bello, il ragazzo decide di fotografarla di sorpresa, ma l'immagine presa dall'apparecchio mostra una donna dal volto orribile. Rendendosi conto della vera identità di Agnes, Hansel cerca di scappare, ma uno zombie glielo impedisce. Dopo una violenta lotta, la strega riesce a catturare il ragazzo e a portarlo nel seminterrato per legarlo sul letto operatorio. In quel mentre, bussano alla porta anche i poliziotti a cui Gretel aveva chiesto di indagare e che si sono infine decisi a farlo. Visibilmente spazientita, Agnes apre la porta e li abbatte tutti e due con una pistola, poi richiude e si lamenta della nottataccia che sta passando.
Mentre comincia a preparare il corpo di Hansel per il suo macabro pasto, la strega si accorge che il ragazzo è ancora vergine e gli dice che ci vorrà un po' di magia supplementare per farlo cuocere meglio. In quel momento, Bianca e Gretel riescono a fuggire dalla gabbia e cercano di liberare Hansel approfittando del fatto che Agnes si è allontanata un istante. Ma quest'ultima torna subito indietro e uccide Bianca strappandole il cuore, mentre Gretel lotta disperatamente per salvare il fratello dalle grinfie della strega. Agnes finisce però per colpire la ragazza, facendole perdere i sensi. La donna ne approfitta allora per salire sul letto e sdraiarsi su Hansel, con l'intenzione di dargli uno dei suoi baci mortali. Ma Gretel si riprende giusto in tempo per dare una forte spinta al letto operatorio, il quale percorre sulle sue rotelle qualche metro prima di urtare violentemente contro un grande forno acceso. Malgrado il brusco arresto, Hansel resta sul letto perché legato, ma Agnes, che era sdraiata su di lui, scivola suo malgrado nel forno. Gretel chiude immediatamente lo sportello per impedirle di uscire. La strega sembra quindi morta.
Ma poco più tardi, dopo che la polizia e i soccorsi sono infine arrivati e Hansel e Gretel sono in salvo, un gatto nero viene raccolto da uno dei soccorritori. L'uomo accarezza il felino e dice di volerlo prendere con sé mentre monta nella sua automobile. Subito dopo si sente il rumore di una violenta colluttazione all'interno dell'auto e qualche istante dopo, una mano femminile esce dal finestrino per aggiustare lo specchietto. In esso si vede il volto del conduttore dell'automobile, e questi non è altro che Agnes. L'automobile parte e si allontana discretamente. La strega è ancora viva.

## Distribuzione
Il film è stato distribuito negli Stati Uniti il 19 febbraio 2013, mentre in Italia è stato distribuito quasi un anno dopo, il 6 febbraio 2014, con il divieto ai minori di 14 anni.